# مدرسة ثانوية إيران شهر
مدرسة ثانوية إيران شهر هي مدرسة تاريخية تعود إلى القاجاريون، وتقع في يزد.